# Cá liệt lớn
Cá liệt lớn (Danh pháp khoa học: Leiognathus equula), còn gọi là cá ngãng ngựa, là một loài cá biển trong họ Cá liệt.

## Phân bố
Loài bản địa của Ấn Độ Dương và Tây Thái Bình Dương. Trên thế giới, chúng phân bố ở Hồng Hải, Vịnh Ba Tư, vùng duyên hải Đông Phi (gồm cả Reunion, Comoros, Seychelles, Madagascar và Mauritius) kéo dài về phía đông tới Fiji, về phía bắc tới quần đảo Lưu Cầu, về phía nam tới Australia. Tại Việt Nam, loài này phân bố chủ yếu ở vịnh Bắc Bộ, Trung Bộ và Nam Bộ. Đây là một trong những loài cá có giá trị kinh tế và được khai thác quanh năm.
Loài cá này sinh sống dược trong cả môi trường nước ngọt (vùng cửa sông), nước lợ và nước mặn. Môi trường sống chủ yếu là vùng biển ven bờ. Tìm thấy ở cửa sông và các khu vực ven bờ có nhiều bùn, thường ở các khu vực rừng ngập mặn. Cá trưởng thành là những cư dân ven biển, được tìm thấy ở các đáy mềm, thường ở độ sâu 10-70 mét, nhưng có thể thấy ở độ sâu tới 200 m. Cá con thường được tìm thấy ở các rừng ngập mặn cửa sông và các lạch nước lên xuống theo thủy triều, đôi khi xâm nhập vào vùng hạ lưu của các sông nước ngọt. Cá trưởng thành di chuyển thành đàn cá. Thường xuyên đi vào các vùng nước ngọt của các con sông.

## Đặc điểm
Cá liệt lớn, đúng như tên gọi là loài cá lớn nhất trong họ cá liệt Leiognathidae của nó, với chiều dài cơ thể tối đa đạt 280 mm, thông thường bắt gặp từ 120– 180 mm. Vây lưng: tia gai 8, tia mềm: 15-16. Vây hậu môn: tia gai 3, tia mềm: 14 - 15. Loài này được phân biệt bằng các đặc điểm sau: thân rất sâu, ép dẹp, lưng gồ lên; chiều sâu cơ thể bằng 53-59% chiều dài tiêu chuẩn (SL); miệng hướng xuống khi thò dài ra; lược mang ngắn và nhiều thịt, nhỏ hơn 1/2 chiều dài của phiến mang tương ứng, tổng số lược mang trên cung mang thứ nhất 18-22; đầu và ngực không vảy; vảy hình ống trên đường bên 61-66. Màu của cá trưởng thành là lưng ánh xám, bụng màu bạc và có nhiều sọc mờ song song và gần nhau trên lưng; thường có phần lõm hình yên ngựa màu nâu sẫm trên cuống đuôi; nách các vây ngực màu xám đến đen; mép vây lưng mềm màu đen; cả hai thùy vây đuôi với mép rộng tối màu; vây ngực, vây bụng và vây hậu môn từ không màu đến ánh vàng. Ở cá non (chiều dài tổng cộng 5–7 cm) thì các vạch dọc, mỏng, màu xám, sắp xếp gần nhau, tỏa xuống từ lưng đến khoảng gần giữa thân; màng giữa các tia gai vây hậu môn màu vàng dễ thấy; mép sau của các thuỳ vây đuôi màu vàng nhạt và tối; các vây khác trong suốt như thủy tinh; mõm có chấm đen.
Hoạt động ban ngày. Thức ăn là giun nhiều tơ, động vật giáp xác nhỏ, cá nhỏ và giun.

## Sử dụng
Là loài cá thực phẩm quan trọng trong vùng nhiệt đới. Đánh bắt gần đáy bằng lưới kéo đáy, lưới giăng, lưới đẩy, lưới chìm và lưới vây ven bãi biển. Ở vùng biển Ấn Độ, các đàn cá gần mặt nước trong tháng 4-5 khi đánh bắt bằng lưới rê trôi. Các mẫu lớn hơn được phân loại để làm thức ăn cho người và bán trên thị trường ở dạng cá tươi, cá khô, cá ướp muối, nhưng cá dư thừa dùng để nuôi gà vịt, chuyển thành bột cá hoặc loại bỏ. Trong ngành thủy sản nước nông, ven biển, nửa thương mại của Tanzania thì L. equula là loài cá liệt quan trọng thứ hai (và phổ biến). Malaysia có lượng đánh bắt cá liệt lớn nhất được báo cáo vào năm 2010, với hơn 2.000 tấn đưa vào bờ. Cần lưu ý rằng sản lượng đưa vào bờ của họ này không được báo cáo là cụ thể theo loài mà là một nhóm.